# 堤雄史
堤 雄史 （つつみ ゆうじ、1985年2月23日 - ）は、日本国佐賀県佐賀市出身の弁護士。佐賀県弁護士会登録。
TNY国際法律事務所（佐賀、東京、大阪)、TNY Legal (Myanmar) Co., Ltd.（ミャンマー）、TNY Legal Co., Ltd.（タイ・共同代表）、TNY Consulting SDN.BHD.（マレーシア・共同代表）、TNY LEGAL MEXICO S.A. DE. C.V.（メキシコ・共同代表）、TNY Legal (Estonia) OU（エストニア・共同代表） 、KAGAYAKI TNY(VIETNAM)（ベトナム・共同代表）、TNY Legal Bangladesh（バングラデシュ・共同代表）、TNY CONSULTING（UK）LTD（イギリス・共同代表）、TNY Legal FZCO（ドバイ・共同代表）、TNY Services(India) Private Limited(インド・共同代表）、PT TNY CONSULTING INDONESIA(インドネシア・共同代表）と、世界13カ国で法務サービス事業を展開するTNYグループの共同代表を務めている。佐賀市にあるワインバーTNYのオーナーも務めている。

## 人物
高校時代は山岳部に所属。大学在学時にベトナムとカンボジアに旅行に行ったことがきっかけで人を助ける仕事に就くことを決意し、弁護士を志す。
弁護士登録後、国際案件の多い四大法律事務所の一つのアンダーソン・毛利・友常法律事務所に就職。「若いうちは激務の中で自分を鍛えたい」とがむしゃらに働いた。
2015年3月に独立した。海外には大手企業ばかりでなく、中小企業も多数進出するが、「大手事務所は中小企業にとって敷居が高い。中小企業でも安心して進出できるよう、相談に応じたい」と考えた。独立後、6年で10カ国に拠点を拡大した。
2021年6月に佐賀市長選への立候補を表明。

## 経歴
- 1991年3月　堀江保育園 卒園
- 1997年3月　佐賀市立神野小学校卒業
- 2000年3月　佐賀市立成章中学校卒業
- 2003年3月　佐賀県立佐賀北高校卒業
- 2007年3月 - 九州大学法学部卒業
- 2009年3月 - 東京大学法科大学院修了[1]
- 2011年1月 - アンダーソン・毛利・友常法律事務所勤務
- 2012年4月　早稲田大学公共経営入学（海外転勤に伴い中退）
- 2012年12月 - TMI総合法律事務所ヤンゴンオフィス勤務
- 2013年9月 - ヤンゴン外国語大学ミャンマー語学科修了
- 2015年3月 - ミャンマーにてSAGA国際法律事務所を設立[1]
- 2015年10月 - 独立行政法人　中小企業基盤整備機構に平成27年度国際化支援アドバイザー海外販路開拓支援アドバイザーとして登録
- 2016年2月 - タイ王国・バンコクにてTNY国際法律事務所を設立[1]
- 2017年9月 - TNY Consulting （Malaysia）SDN.BHD.設立（マレーシア）
- 2018年12月 - TNY Consulting (Israel) Co., Ltd.設立（イスラエル）
- 2019年4月‐　社名をSAGA国際法律事務所からTNY Legal (Myanmar) Co., Ltd.に変更（ミャンマー）
- 2019年5月　TNY LEGAL MEXICO S.A. DE C.V.をメキシコに設立
- 2019年9月　TNY Legal Estonia OÜをエストニアに設立
- 2020年10月　TNY国際法律事務所設立（佐賀）、佐賀県弁護士会へ登録替え
- 2021年3月　KAGAYAKI TNY(VIETNAM)をホーチミンに設立
- 2021年6月　TNY Legal Bangladeshをダッカに設立
- 2022年１月　Wine Bar TNYを佐賀市にオープン[6]
- 2022年7月　TNY CONSULTING(UK)LTD 設立（イギリス）
- 2023年8月　TNY Services(India)Private Limited 設立(インド）
- 2023年12月　PT TNY CONSULTING INDONESIA 設立(インドネシア）

## 著書
- 2012年2月　共著　『新・労働事件法律相談ガイドブック』　第二東京弁護士会
- 2013年3月　共著『労働契約法・高年法・派遣法　2012年改正と実務対応』　第二東京弁護士会
- 2013年9月　共著　『ミャンマービジネスガイドブック（2012-2013）』  （執筆箇所：第3章会社の設立、第5章人的資源と労働事情）（ヤンゴン日本人商工会議所、ジェトロ・ヤンゴン事務所）
- 2013年12月　共著　『ミャンマー・ビジネスの法務・会計・税務』（中央経済社）
- 2015年7月～　共著「ミャンマー進出関連法」（The Daily NNA ミャンマー版）毎週火曜日連載
- 2015年10月 共著 Business in Myanmar： Myanmar Labour Law Perfect Guidebook Kindle Edition[7]
- 「ミャンマービジネス　法務労務と会計税務 」Kindle  共著[8]
- 2021年9『中小企業のための予防法務ハンドブック』(中央経済社）共著
- 2022年1月『マレーシア法務』(民事法研究会）共著
- 2023年10月『メキシコ法務』(民事法研究会）共著

## 主なセミナー
- 2018年3月16日東京、国際機関日本アセアンセンター、駐日ミャンマー連邦共和国大使館主催「ミャンマー投資環境フォーラム～新会社法を中心に～」パネリスト
- 2017年9月12日福岡、13日大阪、中小企業基盤整備機構主催「ミャンマー、タイの法規制、外資進出状況」 セミナー講師
- 2017年7月11日東京、金融ファクシミリ新聞社様主催「ミャンマー投資法及び会社法改正案の詳細」セミナー講師
- 2016年9月30日福岡、福岡アジアビジネスセンター主催「ミャンマー進出の方法/法務上の留意点～相談事例を踏まえて～ 」セミナー講師
- 2023年11月『メキシコ法務』出版記念ウェブセミナー講師
- 2024年1月(2023年度経済産業省委託事業：メキシコにおける営業秘密漏えい対策セミナー)講師